# Dysschema luctuosa
Dysschema luctuosa là một loài bướm đêm thuộc phân họ Arctiinae, họ Erebidae.